# Amazon SimpleDB

Логотип

Amazon SimpleDB — сервіс, надає ядро функцій бази даних, а саме індексування даних та обробка запитів.
Цей сервіс тісно пов'язаний із сервісами Amazon S3 та Amazon EC2, в сукупності вони надають можливість для зберігання, обробки запитів та даних в хмарі, внаслідок підвищення продуктивності.
Включений в інфраструктуру сервісів Amazon Web Services.

## Функціональність SimpleDB
За допомогою SimpleDB дозволяється:
- Створити новий домен для розміщення унікального набору структурних даних.
- Виконати операцію GET, PUT и DELETE над елементами в домені, за допомогою пар атрибут-значень, котрі пов'язані з кожним елементом. Сервіс автоматично індексує дані, котрі добавляються в домен, щоб їх можливо було швидко отримати, немає необхідності заздалегідь визначати схеми або змінювати їх, якщо нові дані добавлені різніше. Кожен елемент може мати до 256 значень атрибутів. Кожен атрибут може змінюватись від 1 до 1024 байт.
- Дозволяє виконувати запити за допомогою SELECT API або QUERY API та з допомогою наборів операторів: =, !=, <, > <=, >=, STARTS-WITH, AND, OR, NOT, INTERSECTION та UNION. Також є можливість сортування результатів за допомогою оператора SORT. SimpleDB призначений для виконання програм в реальному часі та оптимізованого для цього.
- Оплата береться тільки за ресурси, які використовуються.